# FC Smorgon
El FC Smorgon es un equipo de fútbol de Bielorrusia que juega en la Liga Premier de Bielorrusia, la categoría reina de fútbol en el país.

## Historia
Fue fundado en el año 1987 en la ciudad de Smorgon con el nombre Stankostroitel Smorgon y jugaron en la Liga Soviética de Bielorrusia en las últimas 4 temporadas de existencia de la liga.
Tras la caída de la Unión Soviética y la independencia de Bielorrusia, el club se convirtió en uno de los equipos fundadores de la Primera División de Bielorrusia en 1992, donde permanecieron dos temporadas hasta su descenso en la temporada de 1992/93. En 1993 cambia su nombre por el que tienen actualmente.
En 2006 consigue el ascenso a la Liga Premier de Bielorrusia por primera vez en su historia, donde estuvo dos temporadas hasta que descendió en 2009.